# 堀田一彦
堀田 一彦（ほった かずひこ、1956年4月11日）は、神奈川県出身の元アマチュア野球選手（投手）、高校・大学野球指導者。

## 来歴
藤沢商業高校ではアンダースローの好投手として知られる。2年生時に堀江幹夫（日本鋼管）の控え投手として1973年夏の甲子園に出場。1回戦で萩商を相手にリリーフで甲子園初登板、2回戦で盛岡三高に完封負けを喫する。同年秋季関東大会県予選はエースとして準決勝に進むが、横浜高の永川英植と投げ合い0-1で完封負け、甲子園出場はならなかった。
専修大学に進学。東都大学野球リーグでは同期の中尾孝義（1浪入学）とバッテリーを組む。1977年春季リーグでチームは2位ながら最優秀投手、ベストナインに選出される。1978年春季リーグでは、エースとして1年生の山沖之彦ら投手陣を牽引し、1年生投手芝池博明を擁した1965年春以来13年ぶりにリーグ優勝を飾る。直後の全日本大学選手権では決勝で鹿取義隆と高橋三千丈両投手擁する明大に敗れ準優勝。同年の第6回日米大学野球選手権大会日本代表に選出された。他の同期に外野手の漆畑和男がいた。
卒業後は中尾、漆畑とともに社会人野球のプリンスホテルに入社。1年目から都市対抗予選等で起用される。しかし住友一哉をはじめ投手陣の層が厚く大舞台は踏めなかった。
現役引退後は専修大学監督となる。その後は専大北上高校監督に転じ、甲子園出場を果たす。環太平洋大学、創志学園高校のコーチを経て、2018年より環太平洋大学女子硬式野球部監督に就任。